# AppleTalk
AppleTalk – pakiet protokołów komunikacyjnych stworzonych przez firmę Apple Computer w roku 1984, umożliwiających tworzenie sieci komputerowych i podstawowych usług sieciowych dla komputerów Macintosh i innych produktów tej firmy. Po pewnym czasie firma Apple Computer zaprzestała rozwoju AppleTalk i zaczęła wykorzystywać w swych produktach TCP/IP, który stawał się coraz popularniejszy.

## Protokoły
Niektóre protokoły wchodzące w skład AppleTalk:
- AppleTalk Address Resolution Protocol (AARP) – zadaniem tego protokołu była zmiana adresu sieciowego AppleTalk na adres fizyczny MAC, jest odpowiednikiem protokołu ARP,
- Datagram Delivery Protocol (DDP) – służył do szybkiego, bezpołączeniowego przesyłania datagramów, bez gwarancji ich dostarczenia (podobnie jak protokół UDP w TCP/IP),
- Routing Table Maintenance Protocol (RTMP) – służył do wymiany między routerami informacji o aktualnej topologi sieci,
- AppleTalk Echo Protocol (AEP) – służył do testowania połączeń między urządzeniami w sieci AppleTalk. Gdy komputer 1 wysyłał coś przez AEP, komputer 2 odpowiadał duplikatem wysłanej informacji,
- AppleTalk Transaction Protocol (ATP) – służył do połączeniowej wymiany datagramów między klientami. Klient 1 wysłał jeden "pakiet-zadanie", następnie klient 2 odpowiadał maksymalnie ośmioma "pakietami odpowiedzi", po czym klient 1 odpowiadał "pakietem zatwierdzającym" z bit-maską "pakietów odpowiedzi", jaką otrzymał,
- Name-Binding Protocol (NBP) – służył do zarządzania nazwami urządzeń podłączonych do sieci AppleTalk przepisywanymi przez ich administratorów,
- Zone Information Protocol (ZIP) – protokół wiążący numer sieciowy z nazwą strefy sieciowej AppleTalk,
- AppleTalk Session Protocol (ASP) – protokół stworzony na podstawie ATP, służący do wysyłania i odpowiedzi na zwykłe polecenia metodą out-of-band,
- Printer Access Protocol (PAP) – służył do komunikacji z drukarkami typu PostScript, stworzony na podstawie protokołu ATP,
- AppleTalk Data Stream Protocol (ADSP) – dodany do AppleTalk, gdy okazało się, że jest potrzebny protokół podobny do TCP w TCP/IP. W odróżnieniu od ATP czy ASP pozwalał na odrzucenie próby połączenia,
- AppleTalk Filing Protocol (AFP) – służył do komunikacji z serwerami plików AppleShare. Nadal jest stosowany pod nazwą Apple Filing Protocol.

## Model sieciowy
Model OSI sieci AppleTalk:
| Warstwa      | Protokoły należące do warstwy |
| ------------ | --- |
| Aplikacji    | Apple Filing Protocol (AFP) |
| Prezentacji  | Apple Filing Protocol (AFP) |
| Sesji        | Zone Information Protocol (ZIP) AppleTalk Session Protocol (ASP) AppleTalk Data Stream Protocol (ADSP)                                                    |
| Transportowa | AppleTalk Transaction Protocol (ATP) AppleTalk Echo Protocol (AEP) Name Binding Protocol (NBP) Routing Table Maintenance Protocol (RTMP)                  |
| Sieciowa     | Datagram Delivery Protocol (DDP) |
| Łącza Danych | EtherTalk Link Access Protocol (ELAP) LocalTalk Link Access Protocol (LLAP) TokenTalk Link Access Protocol (TLAP) Fiber Distributed Data Interface (FDDI) |
| Fizyczna     | Urządzenie LocalTalk Urządzenie Ethernet Urządzenie Token Ring Urządzenie FDDI                                                                            |